# Dependensgrammatik
Dependensgrammatik är ett sätt att representera syntaktisk struktur. Som upphovsman räknas den franske lingvisten Lucien Tesnière. Dependensgrammatik har sedan 1960-talet använts för beskrivning av naturliga språk framför allt inom central- och östeuropeisk lingvistik. Den har också en plats inom formell grammatik.
Det är lämpligt att beskriva dependensgrammatik, förkortad DG, genom jämförelse med den mer kända och etablerade frasstrukturgrammatiken, förkortad PSG (Phrase Structure Grammar). I båda fallen avbildas strukturen med hjälp av ett syntaktiskt träd, men medan i PSG icke-terminala noder utgörs av fraser samt av toppnoden S (sats) utgörs noderna i DG genomgående av ord (i vissa versioner kan dock en prepositionsfras bilda en nod). De vertikala relationerna mellan noderna (grafens kanter) har olika innebörd. I PSG är det fråga om konstituens och precisering, i DG däremot om dependens, alltså beroende: den undre noden är avhängig av den övre. Eftersom trädet bara har en toppnod och denna i DG besätts av ett ord måste synen på satsens grundläggande struktur såsom exocentrisk överges. I stället för att som i traditionell lingvistik och i PSG betrakta subjekt och predikat som sidoordnade, intar i DG det finita verbet toppnoden, vilket leder till att subjektet blir ett underordnat led vid sidan av ev. andra led (objekt etc.), i likhet med till exempel predikatlogikens argument.
Underordnade led i DG kallas ibland dependenter. Tesnières egen terminologi var aktanter resp. cirkonstanter, varvid de förra, men inte de senare, är lexikaliskt framkallade av huvudordet. Se även valens (lingvistik).